# Молодший воєнтехнік
Молодший воєнтехнік (від «воєнний» та грец. techne — «мистецтво», «майстерність», скор. воєнний технік) — найнижче військове звання молодшого начальницького військово-технічного складу в Червоної армії СРСР з 1937 року по 1940/43 роки (поступово скасовувалося в різних родах військ та службах).
Еквівалентом звання було: у сухопутних силах звання молодший лейтенант, у ВМС молодший лейтенант.
Молодший воєнтехнік був нижче за рангом ніж воєнтехнік 2 рангу.

## Історія використання

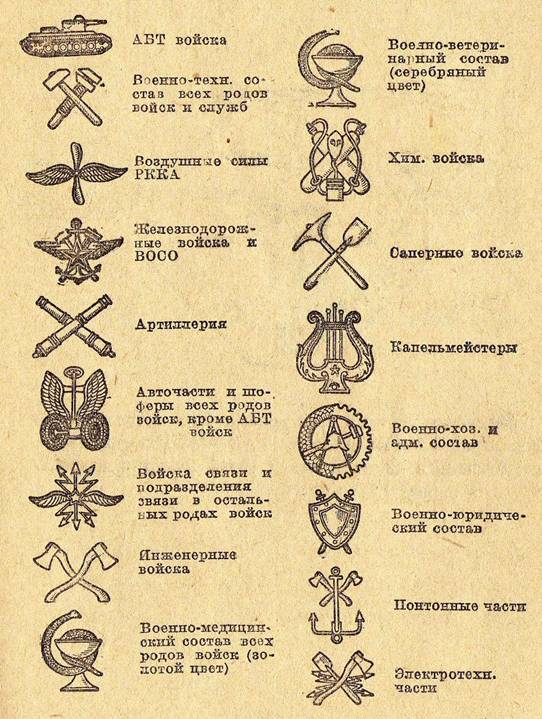
Додаток 1 Статуту внутрішньої служби РСЧА 1937 року («УВС-37») «Малюнки петличні знаків-емблем»

### 1937—1940
5 серпня 1947 ЦВК та РНК СРСР приймають постанову, згідно з якою в додаток до закону від 22 вересня 1935 року додавалися нові звання: молодший лейтенант, молодший воєнтехнік, молодший політрук. Найнижчим званням військово-технічного складу стає звання молодший воєнтехнік.

### 1940
Указами Президії Верховної Ради СРСР від 7 травня 1940 «Про встановлення військових звань вищого командного складу Червоної Армії» (рос. «Об установлении воинских званий высшего командного состава Красной Армии») та «Про встановлення військових звань вищого командного складу Військово-Морського Флоту» (рос. «Об установлении воинских званий высшего командного состава Военно-Морского Флота») вводилися генеральські та адміральські звання для вищого командного склада. Крім того цими указами встановлювалися нові звання для інженерів корабельної служби, дорівняні до звань командного складу. Еквівалентом звання «молодший воєнтехнік» серед корабельного інженерного складу стає звання «молодший інженер-лейтенант».

### 1942—1943
У 1942/43 роках відбувається уніфікація військових звань різних складів та служб РСЧА та РСЧФ.
З 1942 року звання «молодший воєнтехнік» згідно з постановами ДКО СРСР поступово замінюється на звання «молодший технік-лейтенант»:
- від 22 січня 1942 № 1180сс «Питання військово-повітряних сил Червоної Армії» введене звання молодший технік-лейтенант інженерно-авіаційної служби;
- від 3 березня 1942 № 1381 «Про введення персональних військових звань інженерно-технічному складу артилерії Червоної Армії» і наказом військового комісаріату оборони СРСР № 68 від 4 березня 1942 введене звання молодший технік-лейтенант інженерно-артилерійської служби.
- від 7 березня 1942 № 1408 «Про введення персональних військових звань інженерно-технічному складу автобронетанкових військ Червоної армії» і наказом військового комісаріату оборони СРСР № 71 від 8 березня 1942 вводилися звання інженерно-технічного складу, зокрема молодший технік-лейтенант інженерно-танкової служби.
- від 4 квітня 1942 № 1528 «Про введення персональних військових звань інженерно-технічному складу ВПС ВМФ» і наказом НК ВМФ від 10 квітня 1942 ті самі звання вводились в ВМФ СРСР;
- у 17 червня 1942 введено звання молодший технік-лейтенант для військово-технічного складу берегової служби ВМФ.

Останнім звання молодшого воєнтехніка було скасовано у військово-технічного складу технічних військ, що відбулося 4 лютого 1943

## Знаки розрізнення

### Сухопутні сили та авіація РСЧА
Знаки розрізнення військово-технічного складу сухопутних і повітряних сил РСЧА, були червоні, їх носили на петлицях свого роду військ з відповідним особливим значком (емблемою).
Для звання молодший воєнтехнік був встановлений знак розрізнення в один квадрат («кубарь») в петлиці, як у молодшого лейтенанта, відрізняючись тільки окантовкою петлиць. Замість командирської золотистої окантовки була чорна (на чорних петлицях-червона чи синя), як у решти начальницького складу, а також у молодшого командного складу і червоноармійців.
Військовослужбовці військово-технічного складу РСЧА не мали на рукавах нашивок які були присутні у командного складу.

### ВМС
Командний склад ВМС, а також начальницький (військово-політичний, військово-технічний) склад який займав посади на кораблях, носили галуни жовтого (золотого) кольору. Інший начальницький склад (не командний) використовував галуни білого (сряблястого) кольору. Над галунними стрічками розташовувалася галуна п'ятипроменева зірка (відповідно срібляста чи золотиста).

## Співвідношення
| Рід військ                                      | Відповідне звання / посада |
| Командний склад                                 | Командний склад            |
| ----------------------------------------------- | -------------------------- |
| Сухопутні війська і ВПС РСЧА                    | Молодший лейтенант         |
| Військово-морський флот                         | Молодший лейтенант         |
| Народний комісаріат внутрішніх справ            | -                          |
| Начальницький склад                             |                            |
| ВМФ                                             | Молодший інженер-лейтенант |
| Військово-політичний склад усіх родів військ    | -                          |
| Військово-господарський склад усіх родів військ | Молодший технік-інтендант  |
| Військово-юридичній склад усіх родів військ     | -                          |
| Військово-медичний склад усіх родів військ      | -                          |
| Військово-ветеринарний склад усіх родів військ  | -                          |